# Die seltsamen Abenteuer des Herrn Fridolin B.
Die seltsamen Abenteuer des Herrn Fridolin B. ist ein deutscher Spielfilm der DEFA von Wolfgang Staudte aus dem Jahr 1948.

## Handlung
Die Malerin Marlen Weber stellt einen Antrag, ein Atelier eröffnen zu dürfen. Der Antrag wird abgewiesen, da sie als unverheiratete Frau nicht ermutigt werden soll, zum Beispiel Aktzeichnungen von Männern anzufertigen. Kurzentschlossen heiratet sie einen ihr fremden Mann, der sich als Fridolin Biedermann ausgibt, und will sich sofort nach der Eheschließung wieder scheiden lassen. Dies geht jedoch nicht, da der eigentliche Scheidungsbeamte im Urlaub ist und die Vertretung nicht zur Sache kommt.
Der wirkliche Fridolin Biedermann, Schneider in einem kleinen Dorf, will wiederum seine Verlobte Elvira Sauer heiraten, kann dies jedoch nicht, weil er angeblich bereits verheiratet ist und mehrere eheliche und uneheliche Kinder hat. Selbst der ihn seit langer Zeit kennende Polizeibeamte wird formell, als er in einem offiziellen Dokument von Ehe und Kindern Biedermanns liest, und nimmt Biedermann fest. Auch der falsche Biedermann wird unterdessen verhaftet, die Ehe mit Marlen jedoch nicht geschieden.
Da in Biedermanns Dorf seine Verhaftung die erste seit geraumer Zeit ist – das Gefängnis wurde in der Zwischenzeit als Stall genutzt – wird der Gefangenentransport zur Farce. Die Tür des Holzkarren fällt ab und Fridolin gelingt die Flucht. Er begibt sich zum Polizeipräfekten, der wiederum feststellt, dass ein gewisser Biedermann immer noch im Gefängnis sitzt. Es stellt sich heraus, dass der falsche Biedermann dem echten Biedermann vor geraumer Zeit seine Papiere gestohlen hatte und unter falschem Namen unter anderem diverse Verbrechen begangen und verschiedene Kinder gezeugt hat. Es wird angewiesen, den echten Biedermann in den Akten als aus dem Gefängnis zu entlassen auszuweisen, doch wird am Ende auch der falsche Biedermann freigelassen. Er flieht.
Obwohl der Sachverhalt klar ist, kann der echte Biedermann immer noch nicht heiraten, weil er laut Aktenlage noch verheiratet ist. Der echte Biedermann versucht den falschen zu finden, gerät jedoch an die Geliebte des falschen Biedermann, die fünf Kinder hat und – da der falsche Biedermann auf der Flucht ist – den echten Biedermann nun als ihren Mann ansieht. Bald ist der mit der Erziehung der fünf Kinder überfordert. Weil der falsche Biedermann inzwischen seinen Tod vorgetäuscht hat, der in die Akten aufgenommen wird, gilt die Geliebte nun als Witwe. Auch Marlen wird nun als verwitwet geführt. Der echte Biedermann kann dennoch nicht heiraten, weil er offiziell gar nicht mehr lebt. Erst der Ministerpräsident verfügt durch eine Amnestie, dass der echte Biedermann wieder als lebend in die Akten aufgenommen wird.
Aufgrund der Neuaufnahme gilt Biedermann nun als Neugeborener, wenn auch gleichzeitig als mehrfacher Vater und Ehemann. Er darf nicht heiraten, weil erst im aktenkundigen Alter von 21 Jahren die Ehe geschlossen werden darf. Biedermanns Dauerverlobte Elvira Sauer hat nun genug. Sie verlässt Fridolin, der nun in die Unterwelt gehen will. Unterwegs trifft er auf Marlen, die ihm schon einmal auf der Suche nach dem falschen Biedermann begegnet war und die er damals für eine Diebin gehalten hatte. Gemeinsam schreiben sie sich in einem Hotel ein und geben sich dabei als Ehepaar aus. Fridolin hat wegen der Lüge ein schlechtes Gewissen und tatsächlich kommt die Sittenpolizei zur Prüfung vorbei. Beide zeigen ihren Ausweis: Fridolin ist rein rechtlich gesehen tatsächlich mit Marlen verheiratet, die nie ihre Scheidung vom falschen Biedermann durchsetzen konnte. Und auch die Verwaltung zeigt sich mit der Aktenlage zufrieden: Fridolin ist zwar laut Akten erst acht Monate alt, jedoch laut Unterlagen ordnungsgemäß verheiratet.

## Produktion
Bereits 1944 hatte Wolfgang Staudte einen Tobis-Film mit dem Titel Der Mann, dem man den Namen stahl gedreht. Der Film wurde von der Zensur verboten und ging 1945 zu Teilen verloren. Erst 1996 wurde die rekonstruierte Fassung des Films uraufgeführt. Im Jahr 1947 begann Staudte mit einer Neufassung des Films, für den er zum Teil dieselben Darsteller wie in der Fassung aus dem Jahr 1944 gewinnen konnte. Dies hatte zur Folge, dass einige Szenen des Originals, darunter eine Gesangsszene, in die Neufassung übernommen werden konnten. Teile der Kritik sehen den Film daher als einen der wenigen Überläufer, den die DEFA produzierte.
Die Dreharbeiten fanden ab November 1947 im Althoff-Atelier in Potsdam und in Ostberlin statt. Die seltsamen Abenteuer des Herrn Fridolin B. erlebte am 9. März 1948 im Berliner Filmtheater am Friedrichshain seine Premiere. Damit war er der achte veröffentlichte Film der DEFA überhaupt.
Zu den übernommenen Szenen und dem Film selbst meinte Staudte rückblickend: „Das Material wurde in Babelsberg dann von den DEFA-Leuten gefunden, wir haben einige Szenen neu gedreht. Ich weiß darüber nicht mehr sehr viel, denn ich habe das als eine handwerkliche Fertigstellung empfunden. Damals bin ich ziemlich schnell an die Entwicklung des Stoffes zu ‚Rotation‘ gegangen…“ Staudte sah im Film 1963 rückblickend ein Werk, das „vollkommen danebengegangen ist, weil ich eine Geschichte in einer bestimmten Form, einem bestimmten Stil begonnen habe, sie sich jedoch nicht auf diese Weise zu Ende erzählen ließ, so daß ich den Stil wechseln mußte: das war der Film ‚Fridolin B.‘ […] Beim Schreiben ist es mir schon klar geworden; zwar fing der Film so attraktiv an, aber es reichte nicht bis zum Ende, ich mußte den Stil wechseln, und der Film ist einfach daran gescheitert.“

## Kritik
Die zeitgenössische Kritik bezeichnete den Film als „eine teilweise ganz witzige Glosse auf den Bürokratismus“, der jedoch mit der Zeit langweilig werde: „Denn ein zweistündiger Witz, der sich um ein und dasselbe Thema dreht, kann nicht mehr zünden.“
Das Lexikon des internationalen Films schrieb, dass der Film Staudte „in eine Sackgasse [führte]. Trotz bissiger Ausfälle gegen die Bürokratie und originallen Bildeinfällen hat der Regisseur nicht die leichte Hand für kabarettistisch Unverbindliches. Für die hintergründige politische Satire […] fehlt es dem vorliegenden Film […] an Logik und Substanz.“
Cinema befand, dem Film „fehlt es an Cleverness“. „So bleibt die Satire gegen die Bürokratie ohne Biss.“ Fazit: „Wohlgemeint, aber der Scharfsinn fehlt“.